# Makrina mladší
Svatá Makrina mladší (kolem 330 - 379) byla křesťanská zasvěcená panna a starší sestra svatých Basila Velikého, Řehoře z Nyssy a Petra ze Sebaste. Byla podobně vynikající duchovní osobností jako její bratři, jejichž životní cesty silně ovlivnila. Je uctívána jako svatá v katolické, pravoslavné, anglikánské, arménské a americké luteránské církvi. Její římskokatolický, pravoslavný a anglikánský svátek je 19. července, arménský 18. července a protestantský 14. června.

## Život
Makrina byla nejstarší z deseti dětí významné a bohaté rodiny v Kappadokii. Její rodiče Basil starší a Emmelia i její babička Makrina starší jsou také považováni za svaté. Makrina dostala jméno po babičce z otcovy strany Makrině, žákyni Řehoře Divotvůrce, která se stala mučednicí během pronásledování křesťanů za Diokleciána. Podle snu své matky dostala také jméno Tekla po svaté Tekle.
Makrina byla pečlivě vychována, její matka používala žalmy a Knihu moudrosti místo obvyklých básní, ne vždy morálně vhodných. Podle Dialogu o duši a vzkříšení od Řehoře z Nyssy Makrinino vzdělání zahrnovalo také filozofii a přírodovědu. Jako krásná dívka z vážené a bohaté rodiny měla četné nápadníky. Když jí bylo čtrnáct, otec ji zasnoubil mladému rétorovi ze své širší rodiny. Po předčasné smrti svého snoubence se Makrina rozhodla zůstat mu věrná a být své matce Emmelii oporou nejen v domácnosti, ale i při správě rozsáhlého rodinného majetku po otcově brzké smrti. Přestěhovala se s matkou na rodinné sídlo na řece Iris v Pontu a postupně Emmelii přesvědčila, aby společně vedly asketický život.
Makrina měla velký vliv na své mladší sourozence a byla pro ně autoritou: otec totiž zemřel krátce po narození nejmladšího syna Petra. Makrina převzala výchovu svého nejmladšího bratra a podle Řehořových slov mu byla otcem, matkou, vychovatelkou a učitelkou. Sám Řehoř ji oslovoval jako učitelku a mluvil s nejvyšší úctou o její moudrosti a znalostech. Když ji navštívil už jako slavný biskup a vyprávěl jí o svých střetech s ariány, starší sestra mu řekla, aby nebyl tak nevděčný. Jeho mnohem talentovanějšího a vzdělanějšího otce znali jen v Pontu, ale o Řehořovi teď mluví všechna města a národy - měl by si uvědomit, že se tak stalo díky modlitbám jeho rodičů, že on sám má pro takový úspěch jen malý nebo žádný talent.
Když se Basil vrátil ze škol, zjevně hrdý na své znalosti a dovednosti, Makrina se mu rázně postavila a dosáhla jeho obrácení, takže místo aby pokračoval v kariéře rétora, se také oddal askezi.
Po smrti své matky se Makrina stala vedoucí komunity zasvěcených panen v Pontu, kde ji po smrti Basila navštívil její bratr Řehoř a našel ji na smrtelné posteli. Její život Řehoř z Nyssy popsal v Životě Macriny a v Dialogu o duši a zmrtvýchvstání, kde ji vykresluje jako svou duchovní učitelku.